# 东津水
东津水，是中国长江流域的一条河流，修水上游河源段，属于修水水系。河长143千米，流域面积1126平方千米，多年平均流量31立方米每秒。自然落差604米。水能理论蕴藏量3万千瓦。